# Franz Schömbs

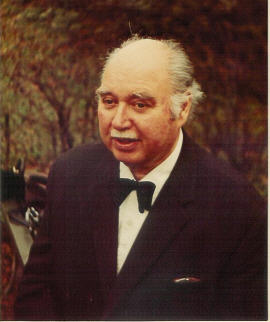
Franz Schömbs in den 1970er Jahren

Franz Schömbs (* 29. Mai 1909 in Mannheim; † 10. April 1976 in München) war ein deutscher Maler, Filmproduzent sowie zeitweilig Chemiker. Er war als Repräsentant des bundesdeutschen Nachkriegfilmes eine ausgefallene Erscheinung: Ein Maler als Filmemacher, ein Bindeglied zwischen Filmavantgarde der Weimarer Zeit und des experimentellen Kurzfilmgeschehens Ende der 1960er Jahre.

## Leben
Franz Schömbs wurde am 29. Mai 1909 in Mannheim geboren. Er war das zweite Kind des Kaufmannes Franz sen. und Berta, geb. Wagner, einer ausgebildeten Schauspielerin. Er hat eine ältere Schwester Eleonore, einen jüngeren Bruder Bernhard und eine jüngere Schwester Rosemarie. Als er zwei Jahre alt war, zog die Familie nach Neustadt in der Pfalz um. Hier besuchte er die Schule. Nach dem Abitur studiert er an der Kunstakademie Karlsruhe, der Meisterschule für Grafik in Kaiserslautern. Außerdem absolviert er ein Praktikum bei einem Fotografen. Während des Studiums und danach reiste er wiederholt nach Italien und Frankreich. Mit rund 20 Jahren unternahm er um 1929 erste Versuche abstrakt zu malen (konstruktivistische Malerei) und beschäftigte sich mit der Farbe als Wesen der bildlichen Darstellung. Eine intensivere Beschäftigung mit den theoretischen und ästhetischen Problemen der Farbe fand 1934 statt. Besonders die Lehre von Wilhelm Ostwald interessierte ihn. Es entstanden zu dieser Zeit über 100 Bilder im Format 25 × 30 cm, bei denen nur drei der vier Buntfarben und Unbuntfarben verwendet wurden. Daneben startete er Versuche, ein farbphotographisches Verfahren mit den vier Farben gelb, rot, blau und grün zu entwickeln, um eine gleiche Valenz zu erhalten. Musikalische Übungen mit einer Violine wurden bald wieder aufgegeben. Daneben begann er, sich für Tanz und Choreographie zu interessieren. 1936 zog die Familie zurück nach Mannheim an den Luisenring. Er bezeichnete sich von da an als Maler und Chemiker, der die Fotografie weiterentwickeln will. Er beschäftigte sich intensiv mit dem Problem des Raumes. Mit dem Gedanken der Einheit von Raum und Zeit begann er 1937 „Reihenbilder“ zu malen: Wenn der Betrachter an den Bildern vorbeigeht, soll der Eindruck von Bewegung, von zeitlichem Ablauf, hervorgerufen werden.

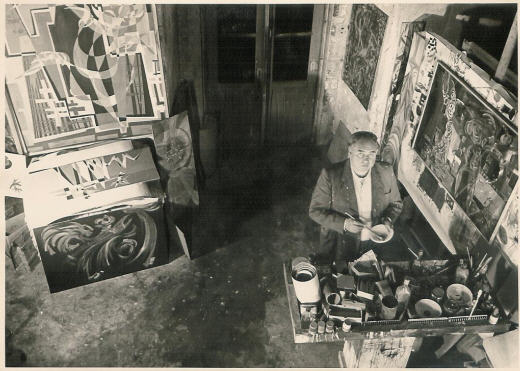
Im Atelier in der Mannheimer Sternwarte

Bei einem Luftangriff 1943 brannte sein Atelier ab. Es entstanden erstmals malerische Entwürfe zur „Geburt des Lichts“. Fünf Jahre später bezog er ein Atelier im Mannheimer Schloss. Als er in diesem Jahr Anneliese Wurster heiratete, zog er in ein Atelier in die Mannheimer Sternwarte um. Im gleichen Jahr wurde seine Tochter Beate geboren. 1948/49 entwickelte Schömbs mit Hilfe einer 16-Millimeter-Kamera aus Streifenbildern und Schablonen die ersten Aufnahmen zu „Opuscula“. Mit einer Kurbel wurden bemalte Streifen bewegt, durch einen Spiegel gemischt und dann mit einer Kamera gefilmt. Im gleichen Jahr noch gründete Schömbs mit weiteren Künstlern zusammen die Künstlergruppe Mannheimer Quadrat.
1950 wurde seine zweite Tochter, Cornelia, geboren. Das sogenannte „Inbild“ wurde gegen 1955 im Mannheimer Schloss öffentlich vorgestellt. Ursprünglich als Kugel geplant, ließ es sich nur als Zylinder von 2 Meter Höhe und 5 Meter Durchmesser realisieren. Der Betrachter kann in diesem Zylinder herumgehen und ein Endlosbild von 16 Meter Länge betrachten. Im selben Jahr erhielt Schömbs die Möglichkeit, seine Filmideen zu realisieren: Hans Carl Opfermann und Walter Koch (Unda Film, München) hatten die Idee zum Film Maya, der einen Überblick über das bundesrepublikanische avantgardistische Filmschaffen geben sollte. „Die Geburt des Lichts“ sollte ein Teil davon sein.

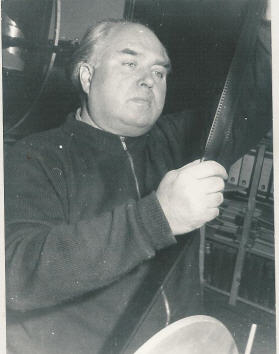
Franz Schömbs beim Begutachten eines Filmstreifens 1957

1957 zog die Familie nach München um. Der Film Die Geburt des Lichts wurde noch im selben Jahr realisiert. Außerdem wurde er Dozent am Deutschen Institut für Film und Fernsehen (DIFF) und wirkte dort bis zu dessen Auflösung 1958. Am 28. Februar 1958 kam es zur Uraufführung von Maya. Dieser aus Kurzfilmen bestehende Film erhielt allerdings schlechte Kritiken. Die Geburt des Lichts lief als kultureller Vorfilm. Der Film erhält von der Filmbewertungsstelle des Prädikat „Besonders wertvoll“, wurde aber vom Kinopublikum damals kaum verstanden und völlig abgelehnt. Bei einer erneuten Aufführung etwa zehn Jahre später, wurde die Geburt des Lichts mit Begeisterung aufgenommen und erhielt „standing ovations“. Im Jahr 1962 wurde Den Einsamen allen – eine tänzerische Studie über Farbe, Raum und Zeit – uraufgeführt. Dieser Film erhielt das Prädikat „wertvoll“, wurde aber so gut wie nie gezeigt. Das Institut Internationes des Auswärtigen Amtes in Bonn kaufte den Tanzfilm an und zeigte ihn in 50 Kopien bei den Vertretungen der BRD in aller Welt. Die Vorstellung einer neuen raumzeitlichen Wirklichkeit entwickelte Schömbs weiter unter dem Begriff „Ergonik“ (aus Ergon = Wirklichkeit und Ikon = Bild). Im Anschluss an die BAUHAUS-Ausstellung in Stuttgart 1968 erhielt Schömbs den Auftrag zur Verfilmung des Triadischen Balletts von Oskar Schlemmer. Schömbs entwarf dazu die Bilder für die Dekoration und die Aufnahmen. In den 1970er Jahren entstanden Konzepte („Origines“, „Transition“) mit der Idee, 3-dimensionale Raumbilder und 2-dimensionale Flächenbilder zu kombinieren. Schömbs begann mit den Vorarbeiten zu einer Oper Ergon I. Die letzte große Ausstellung fand 1970 in den Räumen des Berufsverbandes Bildender Künstlerinnen und Künstler im Völkerkundemuseum München statt. Am 10. April 1976 starb Franz Schömbs mit 66 Jahren in München.

## Werkverzeichnis

### Bilder
Soweit sich die Bilder nicht in Privatbesitz befinden, wurden sie der „Stiftung Mannheimer Künstlernachlässe“ übergeben.

Der sogenannte „Abstrakte Altar“, der Anfang der 1950er Jahre entstand, hängt heute in der Mannheimer St.-Konrad-Kirche und ist der Öffentlichkeit zugänglich.

### Filme
- 1948/49: Opuscula, 16 mm, Farbe

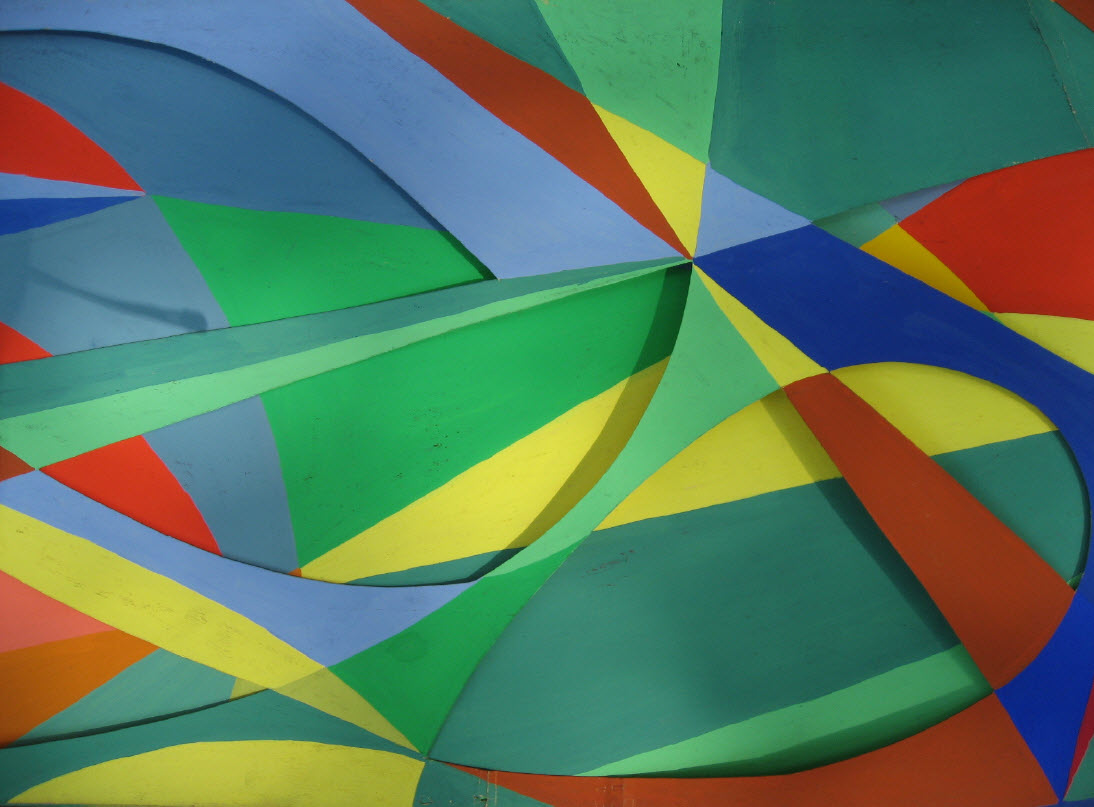
Detail aus Geburt des Lichts 1957

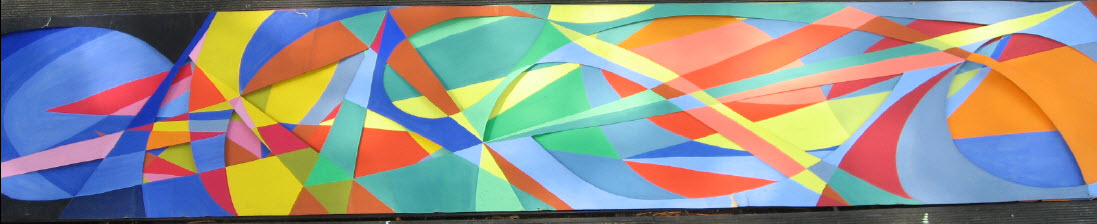
Filmstreifen Geburt des Lichts 1957

- 1956/57: Geburt des Lichts, 35 mm, Farbe, Musik: Marc Roland
- 1962: Den Einsame allen, 35 mm, S/W, nachträglich chromiert, Drehbuch: Peter Roleff
- 1963: Energetik (Flammen), 35 mm, S/W ungeschnitten, Versuch
- 1963: Dynamogramme, 35 mm, S/W, Versuch
- 1965: Lichtspiele, 35 mm, S/W, Versuch
- 1970: Das triadische Ballett, Choreographie: Oskar Schlemmer, Regie: Franz Schömbs, Margaret Hastings, Georg Verden.

Alle Filme liegen im Archiv des Deutschen Filmmuseums in Frankfurt am Main.

### Ausstellungen
- 1947: Kunsthalle Mannheim
- 1949: Badischer Kunstverein Karlsruhe
- 1951: Badischer Kunstverein Karlsruhe
- 1953: Badischer Kunstverein Karlsruhe
- 1953: Galerie Ahlers, Mannheim
- 1956: Galerie Probst, Mannheim (Inbild)
- 1956: Wallraf-Richartz-Museum & Fondation Corboud, Köln
- 1974: Völkerkundemuseum München (Gesamtwerk)
- 1976: Atelierausstellung München

### Gruppenausstellungen
- 1951: Mannheimer Quadrat, Kunsthalle Mannheim
- 1952: Mannheimer Quadrat, Schloss Mannheim

### Vorträge
- 1954: Universität Heidelberg
- 1955: Bötcherstrasse, Bremen
- 1956: Augsburger Kunstverein
- 1956: Städel, Frankfurt
- 1962: Wallraf-Richartz-Museum, Köln
- 1965: Institut Internationes, Bonn
- 1969: Internationaler TV-Workshop ORF3, Wien
- 1957 bis 1958: Lehrtätigkeit am Deutschen Institut für Film und Fernsehen (DIFF), München